# Pstrowice
Pstrowice est une localité polonaise située dans la gmina mixte et le powiat de Pyrzyce en voïvodie de Poméranie-Occidentale. Elle se trouve à environ 38 km au sud-est de la capitale régionale Szczecin. Sa population est de 144 habitants. 

## Géographie

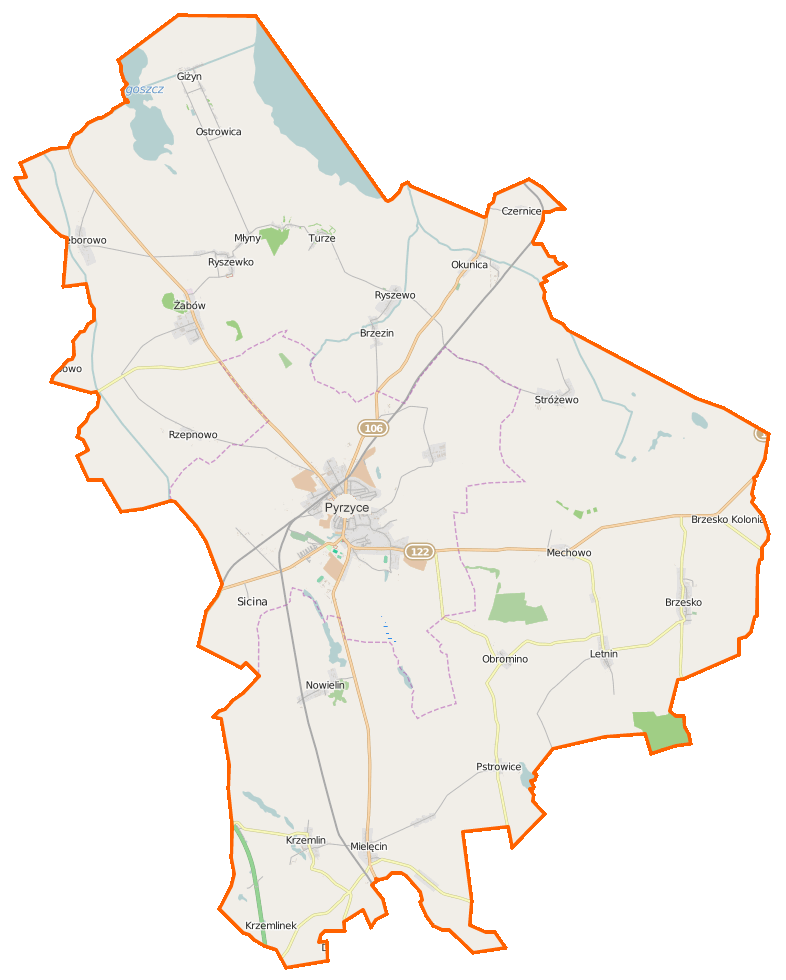
Carte de la gmina de Pyrzyce.